# Witbandsijs
De witbandsijs (Spinus psaltria synoniem: Carduelis psaltria) is een zangvogel uit de familie van vinkachtigen (Fringillidae).

## Verspreiding en leefgebied
Deze soort telt 5 ondersoorten:
- S. p. hesperophila: de westelijke Verenigde Staten en noordwestelijk Mexico.
- S. p. witti: Tres Marias (nabij westelijk Mexico).
- S. p. psaltria: van de westelijk-centrale Verenigde Staten tot het zuidelijke deel van Centraal-Mexico.
- S. p. jouyi: zuidoostelijk Mexico en noordwestelijk Belize.
- S. p. colombiana: van zuidelijk Mexico tot Peru en Venezuela.